# Венглейн, Йозеф
Йозеф Венглейн (нем. Joseph Wenglein; 5 октября 1845, Мюнхен — 18 января 1919, Бад-Тёльц, Бавария) — немецкий художник и иллюстратор

; мастер пейзажа.

## Биография
Йозеф Венглейн родился 5 октября 1845 года в городе Мюнхене. Учился искусству рисования в Мюнхенской академии изобразительных искусств и в Университете Людвига Максимилиана, где изучал право.

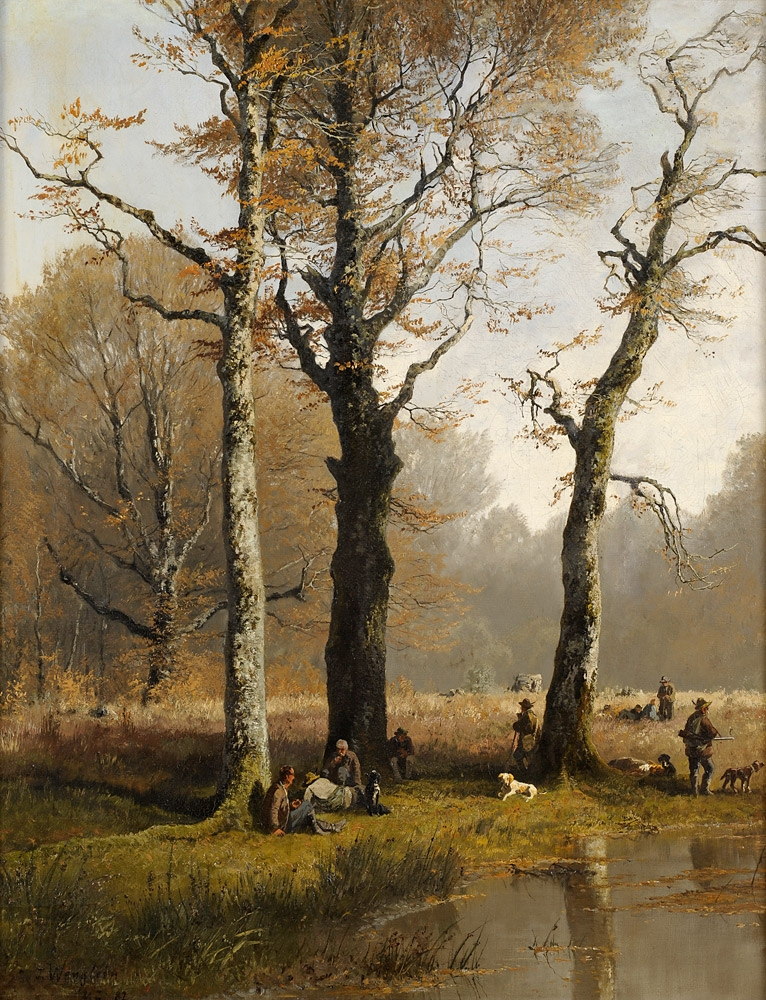
Йозеф Венглейн
«Отдых на охоте» (1882)

В конце концов он решил полностью сосредоточиться на искусстве и нашел работу в студии швейцарского художника-пейзажиста Иоганна Готфрида Штеффана. По его рекомендации Й. Венглейн стал учеником Адольфа Генриха Лиера, чьи колористические методы оказали на него довольно заметное влияние. Также среди его наставников был Иоганн Готтфрид Стеффан.
Его любимыми местами для рисования были Баварское плоскогорье и берега реки Изар, которые он «изображал... хорошо передавая воздух, насыщенный весенним светом». Согласно «БСЭ», Венглейн «по направлению близок барбизонской школе».
Позже Венглейн сам стал профессором живописи в альма-матер, где среди его учеников был импрессионист Отто Рейнигер.
Йозеф Венглейн умер 18 января 1919 года в городе Бад-Тёльц.
Заслуги художника были отмечены орденом Максимилиана «За достижения в науке и искусстве» (Бавария).

## Галерея

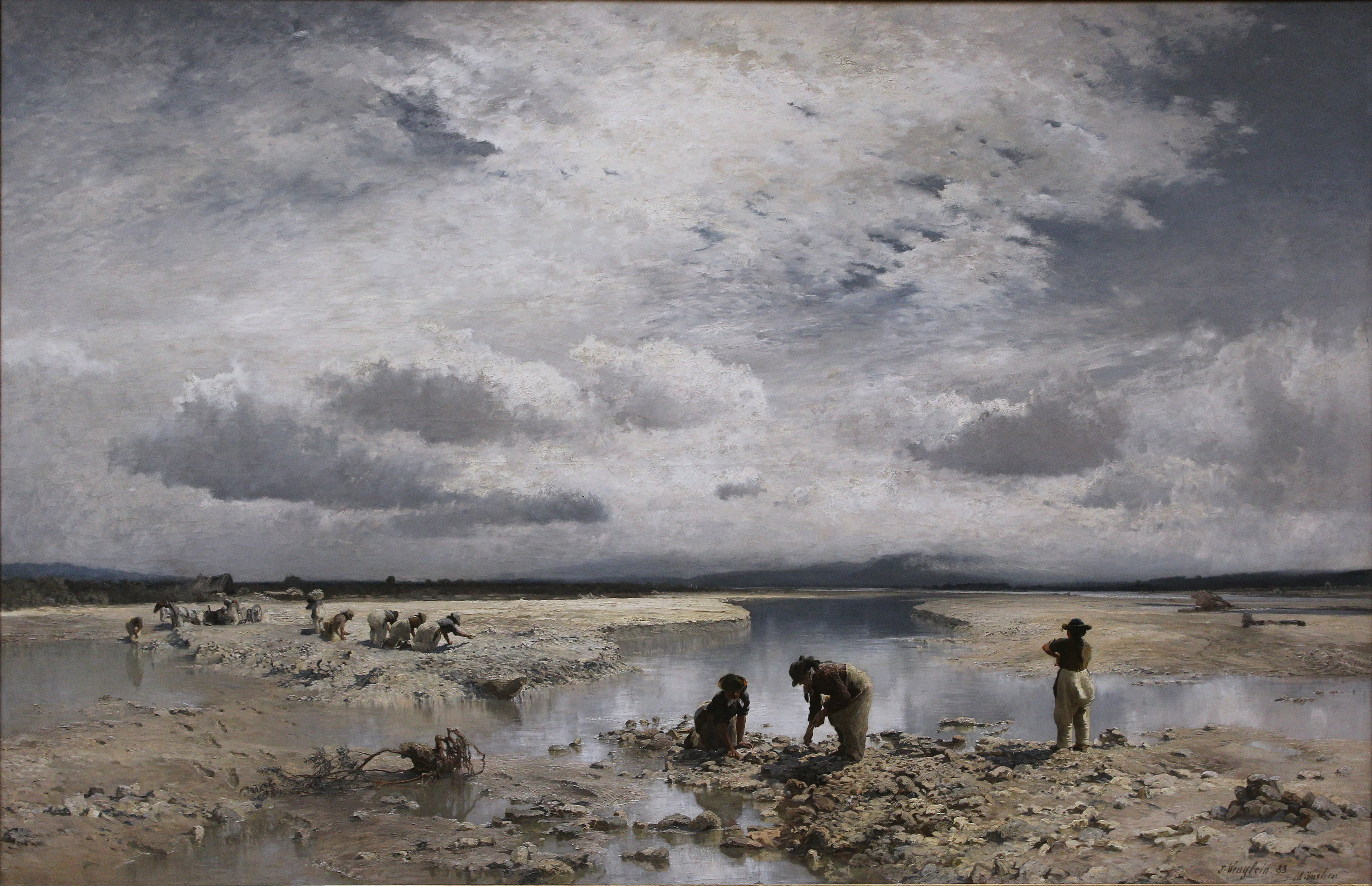
Добытчики известняка в русле реки Изар около Бад-Тёльца
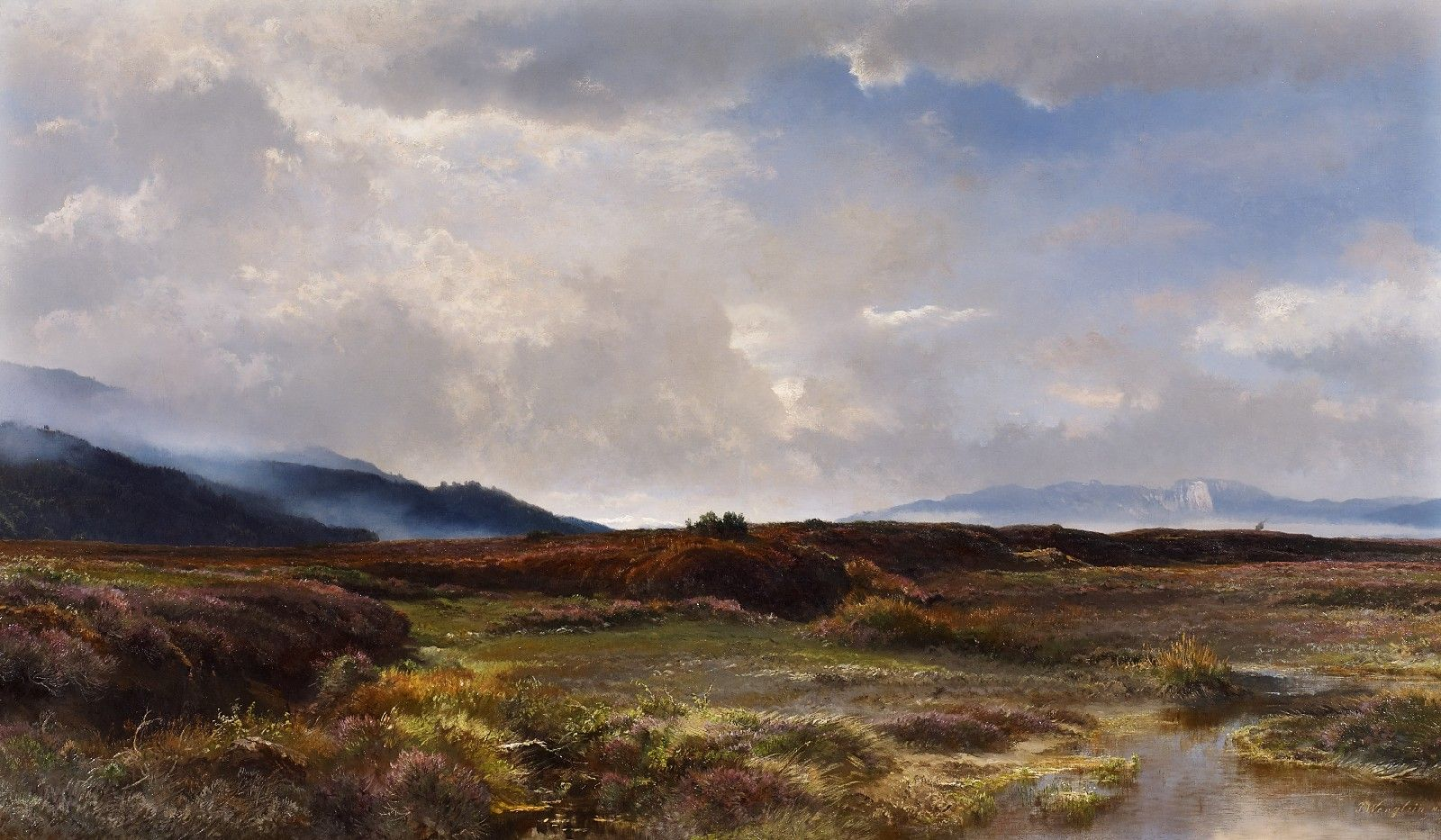
Ландшафт в Дахауэр-Моос
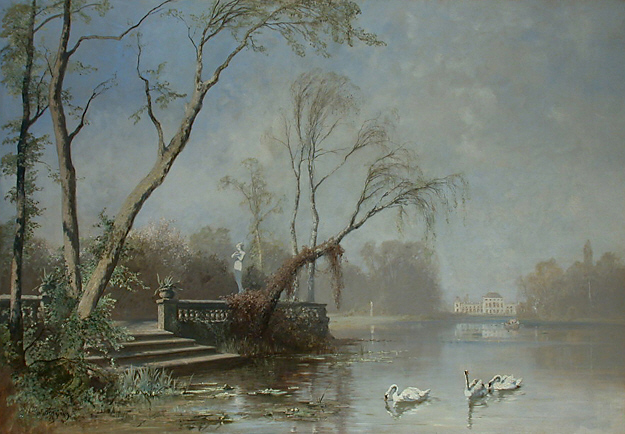
Замок Нимфенбург
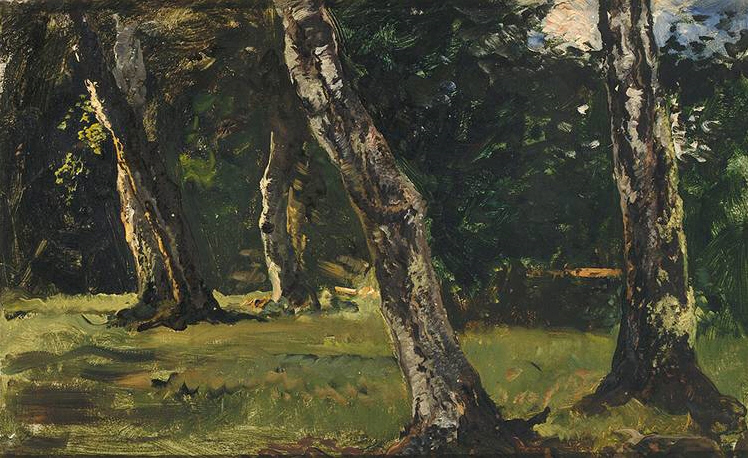
Парковый ландшафт со старыми деревьями
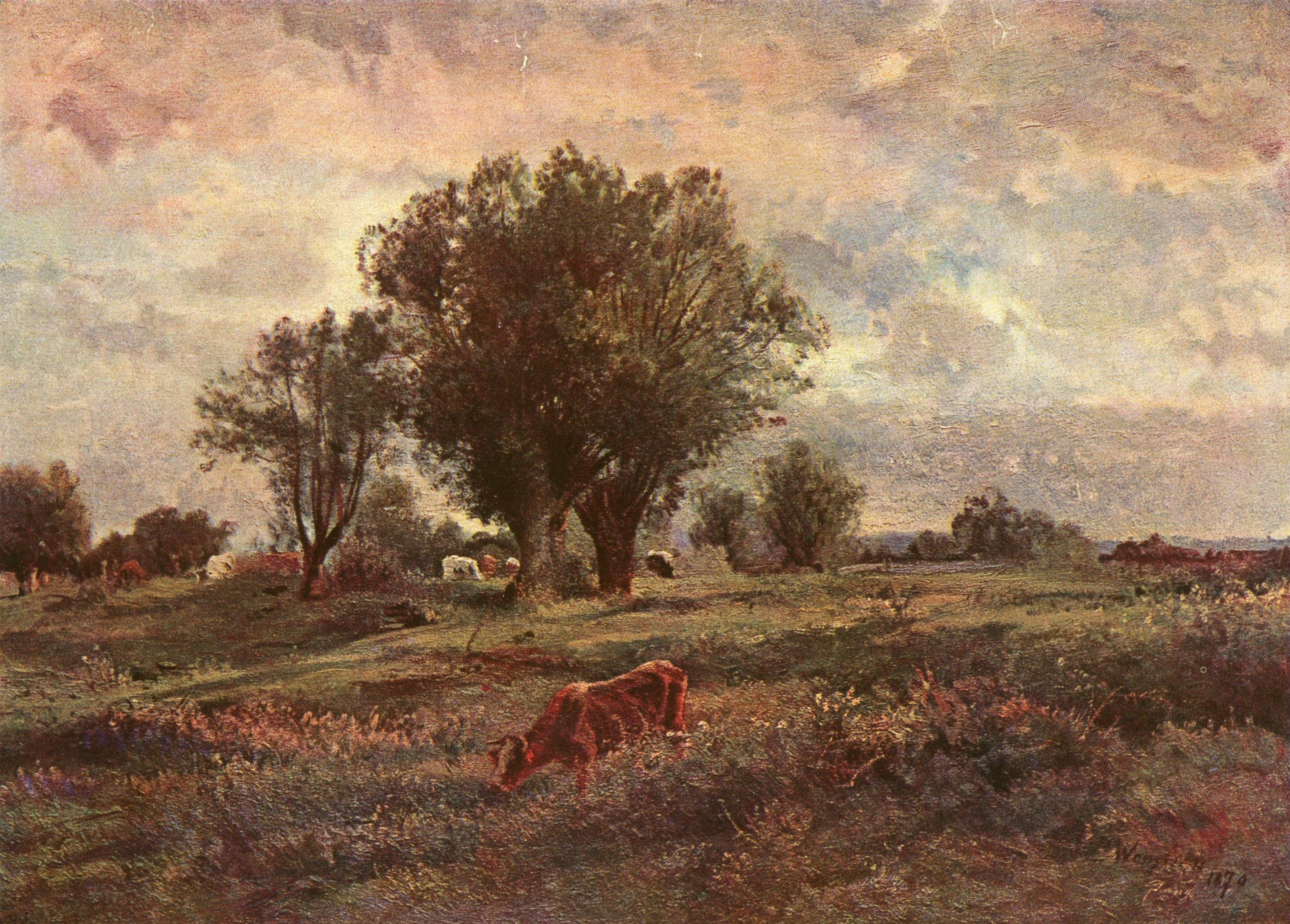
Пастбище